# 風成循環
風成循環（ふうせいじゅんかん、英語: wind-driven circulation）とは、風応力によって駆動される海洋循環のことである。風は海洋表面に与えられるため おもに表面から数百メートルの深さに見られる。

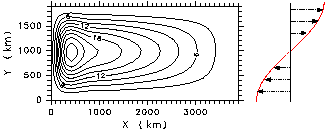
北太平洋中緯度の風成循環のコンピュータシミュレーション例。等値線は流線で、流れはこれらの線に沿って時計回り。海面の盛り上がりの等高線とも解釈できる。風は右側に模式的に表されるように、領域北部では西から東、南部では東から西向き。

風が直接大洋に運動量を与えて駆動するのではなく、風は海面近く数十メートルにだけ作用し弱い鉛直流を発生させる。その鉛直流が間接的に海洋内部の南北流を引き起こす。海洋内部では摩擦が無視でき、地球回転によるコリオリ力と圧力傾度力が釣り合った地衡流という状態になっていて、効率よく南北流が生じる。
ここでは、例として北太平洋中緯度（日本南岸から赤道程度の緯度）の時計回りの風成循環の例で説明する。日本の上空は偏西風といわれる西から東の流れ、それより南側では貿易風といわれる東から西向きの流れが卓越風である。風の向きとコリオリ力（南半球では北半球の逆向きになる）を適宜変更すれば、南極環流を除く他の風成循環も説明できる。

## エクマン層
海洋の表層近く数十メートルまでの深さでは、コリオリ力と圧力傾度力と風応力がバランスする。コリオリ力の効果のため表層近くの海水は、風の方向を向いて直角右側に輸送される（北半球の場合。南半球では直角左側）。この流れは発見者のV・ヴァルフリート・エクマンにちなんでエクマン流と呼ばれる。エクマン流による輸送のため、北太平洋中緯度では南向きに、低緯度では北向きに海水が輸送され、領域中央部に海水が集合する。この様子は人工衛星搭載の海面高度計で、数センチメートル程度の海面の盛り上がりとして観測できる。海面は盛り上がり続けることはできず、表層の領域中央部に集合した海水は鉛直下向きの流れとなる。

## スヴェルドラップバランス
海洋内部（数十メートル以深で、上記エクマン層の下部）では、風応力は直接作用せずコリオリ力と圧力傾度力がほぼバランスしている（地衡流）。このバランスにエクマン流の収束・発散によって生じた鉛直流が与えられたときの力学バランスがスヴェルドラップバランスである。1947年にハラルド・スヴェルドラップにより提唱された。渦位保存則の応用である。
海洋の運動は、地球流体力学の運動方程式に従う。鉛直方向の温度と塩分の変化、および海底地形の効果が無視できるとき、水平方向に数千キロメートルの広がりで、変動の時間スケールが数日程度より長い運動は、微小な項を無視して、
{\displaystyle {\begin{matrix}{\frac {\partial u}{\partial t}}-fv&=&-{\frac {1}{\rho }}{\frac {\partial p}{\partial x}}\\{\frac {\partial v}{\partial t}}+fu&=&-{\frac {1}{\rho }}{\frac {\partial p}{\partial y}}\\0&=&-{\frac {1}{\rho }}{\frac {\partial p}{\partial z}}-g\\{\frac {\partial u}{\partial x}}+{\frac {\partial v}{\partial y}}+{\frac {\partial w}{\partial z}}&=&0\end{matrix}}}
で、記述される。xyz は、それぞれ東向き、北向き、鉛直上向きにとる。u は東向きの速度、v は北向きの速度、w は鉛直上向きの速度、p は圧力、ρ は密度、g は重力加速度である。f はコリオリ力の強さを表し、経度には依存せず、緯度には {\displaystyle f=f_{0}+\beta y}（ただし f0, β は定数）と線形に依存する（β 平面近似）。
時間変化しない定常状態では、以上から
{\displaystyle \beta v=f{\frac {\partial w}{\partial z}}}
が求められる。これがスヴェルドラップバランスである。
海洋表層近くでは、上記エクマン流によって弱い鉛直流 w が発生する。この効果を大まかに見積もるち、緯度 30 度で β は約 10-11 m-1s-1、 f は約 10-4s-1 だから、厚さ 1,000 m の海洋を考えると v の w に対する比は 104 となる。つまり、0.1 mms-1 の非常に弱い鉛直流が 1 ms-1 の南北流を効率よく引き起こす。
スヴェルドラップバランスのもうひとつの効果は、風による鉛直流の発生が無いところでは海流は東西にしか流れないということである。すなわち、南に向かって流れた海流は風の影響が弱くなった領域で東西流に変わる。どちらに流れるかどうかは、定常状態ではなく時間変化問題を考察する必要がある。すなわち、無風の状態から風が吹き始めたとき海洋はどう応答するかという問題である。
地衡流が十分成り立ち、コリオリ力の緯度変化が十分影響する規模の南北に広がりのある状況では、海洋の応答はロスビー波に支配される。この波は（コリオリ力の影響を十分受ける）波長が長いものはすべて西に進むため、スヴェルドラップバランスしていないものは、領域西部に集中することになる。すなわち、領域西部にかたよって流れが存在することになる。この流れが西岸境界流である。各大循環の流量が保存すると仮定すると、西岸境界流はそれと反対向きに流れる内部領域の流れと補償しあう関係になる。
ちなみに、北太平洋の亜熱帯循環の西岸境界流は黒潮、亜寒帯循環の西岸境界流は親潮である。

## 実際の風成循環
以上の理論は、ゆっくりとした南北流の内部領域と強い境界流の西岸という風成循環の大まかな特徴をよく説明するが、現実の風成循環には以上の過程で無視した密度成層の効果や海底地形の効果も重要である。また、風成循環は層流というよりむしろ乱流で、実際に観測される流れ場は風成循環に直径 100 km 程度の渦運動が多数重ね合わさったものになる。